# Reroute to Remain
Reroute to Remain ist das sechste Studioalbum der schwedischen Metal-Band In Flames. Das Album, welches von Fans häufig RTR oder R2R abgekürzt genannt wird, wurde am 2. September 2002 via Nuclear Blast veröffentlicht und enthält 14 Lieder.

## Entstehungsgeschichte
Alle 14 Titel wurden von Björn Gelotte, Jesper Strömblad und Anders Fridén geschrieben. Fridén hat sämtliche Texte geschrieben. Allerdings wurde er bei den Liedern Reroute to Remain und Dismiss the Cynics von seiner Lebensgefährtin Helena Lindsjö unterstützt. Das Artwork wurde von Niklas Sundin (Gitarrist von Dark Tranquillity) entworfen.
Der Untertitel des Albums lautet „14 Songs of Conscious Insanity“ („14 Lieder bewussten Wahnsinns“). Produziert wurde das Album von Daniel Bergstrand. Die Band veränderte ihren Sound weg vom klassischen Melodic Death Metal und nahm modernere Elemente in ihrer Musik auf.

## Rezeption
Viele alte Fans kritisierten die Band und warfen ihr den Ausverkauf wegen der Nu-Metal-Elemente vor. Trotzdem konnten In Flames mit diesem Album viele neue Fans für sich gewinnen. So schaffte die Band den Durchbruch im US-amerikanischen Metalmarkt und wurden auf die Ozzfest-Tour eingeladen. Der Metal Hammer kürte das Album im September 2002 zum „Album des Monats“.

## Titelliste
1. Reroute to Remain – 3:53
2. System – 3:39
3. Drifter – 3:10
4. Trigger – 4:58
5. Cloud Connected – 3:40
6. Transparent – 4:03
7. Dawn of a New Day – 3:40
8. Egonomic – 2:36
9. Minus – 3:45
10. Dismiss the Cynics – 3:38
11. Free Fall – 3:58
12. Dark Signs – 3:20
13. Metaphor – 3:39
14. Black & White – 3:33

## Gastmusiker
- Maria Gauffin (Gesang bei Metaphor)
- Fiol-Olof (Violine bei Metaphor)
- Örjan Örnkloo (Keyboard)

## Auskopplungen
Aus dem Album wurden eine Single (Cloud Connected) und eine EP (Trigger) ausgekoppelt.

### Cloud Connected
Das Lied Cloud Connected wurde vorab als Single ausgekoppelt. Neben dem Titelsong gibt es eine Live-Version von dem Lied Colony. Abgerundet wird die Single durch den Videoclip des Titelsongs.

#### Titelliste
1. Cloud Connected
2. Colony (Live)
3. Cloud Connected (Video)

### Trigger EP
Am 17. Juni 2003 wurde die Trigger-EP veröffentlicht. Neben dem Titelsong gibt es mit Watch them feed ein Überbleibsel der Reroute-to-Remain-Aufnahmen, ein Genesis-Cover (Land of Confusion) und zwei Remixes. Die EP ist auch mit einer DVD veröffentlicht worden, welche die Videoclips zu Cloud Connected und Trigger enthält.

#### Titelliste
1. "Trigger"
2. "Watch Them Feed"
3. "Land of Confusion" (Genesis-Cover)
4. "Cloud Connected (Club Connected-Remix)"
5. "Moonshield (C64 Karaoke Version)"

#### Videoclip
Im Videoclip sieht man die Band während eines Konzerts. Im Hintergrund werden die Musiker von Soilwork eingeblendet, die In Flames ständig auspfeifen und über die Band herziehen. Das Soilwork-Video zu Rejection Role zeigt die gleiche Situation, jedoch genau umgekehrt. Einige Fans glaubten, dass es ernsthafte Spannungen zwischen beiden Bands gebe. In Wirklichkeit sind die Musiker beider Bands jedoch eng befreundet.